# Cosmiometra crassicirra
Cosmiometra crassicirra is een haarster uit de familie Thalassometridae.
De wetenschappelijke naam van de soort werd in 1908 gepubliceerd door Austin Hobart Clark.